# Margasari (Dawuan)
Margasari is een bestuurslaag in het regentschap Subang van de provincie West-Java, Indonesië. Margasari telt 2891 inwoners (volkstelling 2010).